# Església del Carme (Tàrrega)
Església del Carme és una església de Tàrrega (Urgell) protegida com a bé cultural d'interès local.

## Descripció
El convent del Carme és d'època renaixentista construït amb paret de maçoneria i coberta amb teula àrab. El campanar adossat en un lateral és quadrat, format per dos cossos i coronat amb una balustrada. A l'entrada ens trobem un pòrtic o atri, que ens recorda a l'època clàssica, format per 4 pilars que ens condueix a la porta de l'església. En una de les cantonades exteriors de l'edifici hi ha un petit escut carmelità, adossat al mur, que porta l'any 1610, any que assenyala l'edificació i decoració de l'església. L'església del Carme, interiorment, consta d'una nau única de planta basilical amb coberta de fusta i vessant dues aigües. El cor és poligonal i amb una alçada superior respecta la nau. A les bandes laterals no té la presència de capelles. Té un important claustre a la seva banda dreta, destacable pels seus arcs de mig punt i sostingut per columnes dòriques. És de forma quadrada i del segle xviii. A sota d'aquesta església també hi ha la presència d'una cripta de la mateixa tipologia, però de dimensions més reduïdes.

## Història
El convent del Carme fou fundat l'any 1364 en el mateix lloc on es troba actualment. Va ser reconstruït al segle xvii i les primeres dècades del segle xviii. El daltabaix de la guerra de la Independència el deixà buit i espoliat. Acabada la guerra, quatre religiosos l'habitaren de nou fins a ésser exclaustrat durant el Trienni Liberal. Uns anys després que una petita comunitat emprengués la vida conventual i el culte a la seva capella, els cinc sacerdots i els dos germans carmelites hagueren d'abandonar precipitadament el convent el dia 7 d'agost del 1835. L'autoritat municipal en tancà les portes, després de fer un inventari dels seus béns mobles. L'any 1846 es va subhastar tot. Uns anys més tard, entre 1856 i 1857, la família Castellana donà la capella del convent al bisbat, amb motiu d'una prometença, la qual va ser oberta novament al culte. Així, durant la segona meitat del segle xix s'anà utilitzant per a la celebració de diferents actes litúrgics. La vida conventual es va reprendre a partir del 1912.